# フリッツ・ラング
フリードリヒ・クリスティアン・アントーン・"フリッツ"・ラング（ドイツ語: Friedrich Christian Anton "Fritz" Lang, 1890年12月5日 - 1976年8月2日 ）とは、オーストリア出身の映画監督。父母ともにカトリックだが、母（旧姓シュレージンガー）はユダヤ教からの改宗者だった。トレードマークの片眼鏡でも知られる。

## 略歴
第一次世界大戦においてはオーストリア＝ハンガリー帝国陸軍に入隊したが、戦傷で右目を失明した。
大戦終結後、映画脚本家として映画会社に売り込みをかけていた。そこをドイツの大手映画会社ウーファのプロデューサーであるエーリッヒ・ポマーの目にとまり、映画界入り。当時売れっ子監督だったヨーエ・マイの助監督を経た後、『Halbblut』（1919年）で監督デビュー。1920年の『カリガリ博士』はラングが監督を担当するはずだったが、脚本の改稿だけを担当することになる。
以後、大長編の犯罪映画『ドクトル・マブゼ』（1922年）、ドイツの叙事詩を映画化した『ニーベルンゲン』（1924年）、SF映画の古典的大作『メトロポリス』（1927年）、トーキー初期のサスペンス映画『M』（1931年）など、脚本家である夫人テア・フォン・ハルボウとのコンビで、サイレントからトーキー初期のドイツ映画を代表する作品を手がけた。
アドルフ・ヒトラーの政権が成立すると、ユダヤ人であるラングの立場は危険なものになった。だが、ナチスの宣伝大臣ヨーゼフ・ゲッベルスはラングの才能を評価し、甘言を弄して亡命を阻止しようとした。そんな中、間一髪で1934年にフランスへ亡命し、さらにアメリカ合衆国に渡った。この際、ナチスの支持者となったハルボウとは離婚している。ただし、以上のことは本人の言い分で、最近の研究ではむしろラングの側からゲッベルスに売り込みをはかって映画作家としての延命をはかっていたともいう（瀬川裕司『ナチ娯楽映画の世界』）。
ハリウッドに迎えられた後には、ジャンルを選ばずB級のプログラムピクチャーを多く撮ったが、『激怒』（1936年）、『暗黒街の弾痕』（1937年）、ベルトルト・ブレヒトの協力で製作した『死刑執行人もまた死す』（1943年）、『飾窓の女』（1944年）など、フィルム・ノワールの系統を主としたいくつかの作品を残した。1950年代末に西ドイツへ戻り、自作のリメイク『怪人マブゼ博士』（1960年）を撮ったが、これが最後の作品となった。1965年にはジャン＝リュック・ゴダールの懇請を受け、彼の監督作品『軽蔑』に自身の役で特別出演している。
晩年はアメリカで過ごした。1976年8月2日、病気療養していたロサンゼルス市内で死去。86歳。

## 作品
- Halbblut (1919)

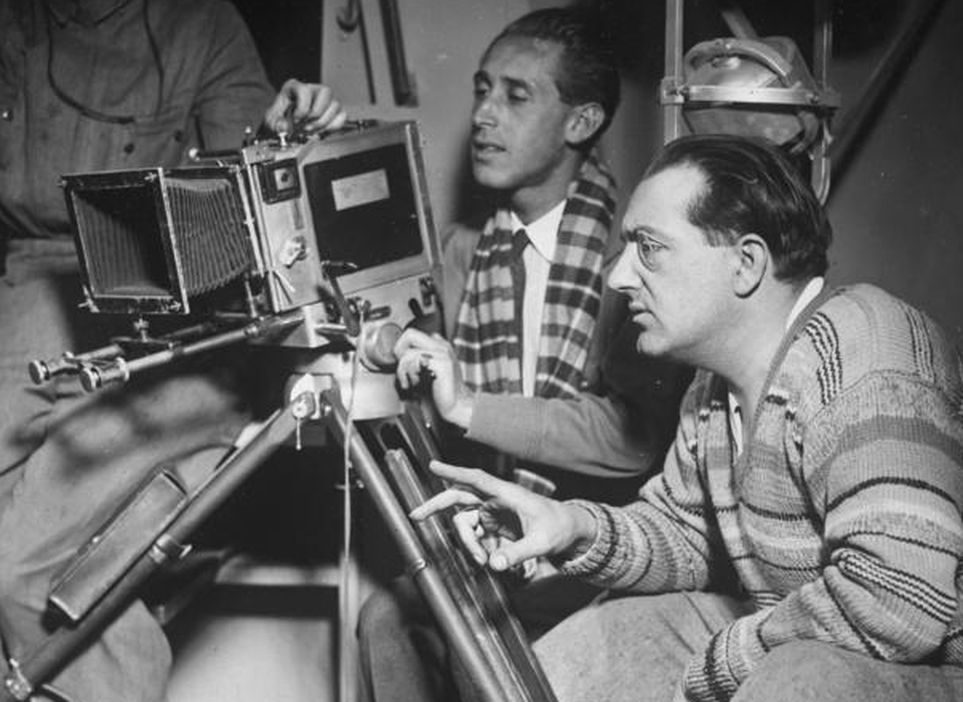
フリッツ・ラング（右）。『月世界の女』のセットにて

- Master of Love (1919)
- 蜘蛛（第一部：黄金の湖）The Spiders – Part 1: The Golden Sea (1919)
- ハラキリ Harakiri(1919)
- 蜘蛛（第二部：ダイヤの船） The Spiders – Part 2: The Diamond Ship (1920)
- さまよえる絵 The Wandering Image(1920)
- Four Around a Woman(1920)
- 死滅の谷 Der mude Tod (1920)
- ドクトル・マブゼ Dr. Mabuse, der Spieler (1922)
- ニーベルンゲン ジークフリート Die Nibelungen: Siegfried (1924)
- ニーベルンゲン クリームヒルトの復讐 Die Nibelungen: Kriemhilds Rache (1924)
- メトロポリス Metropolis (1927)
- スピオーネ Spione (1928)
- 月世界の女 Woman in the Moon (1928)
- M M (1931)
- 怪人マブゼ博士 Das Testament des Dr. Mabuse (1933)
- リリオム Liliom (1934)
- 激怒 Fury (1936)
- 暗黒街の弾痕 You Only Live Once (1937)
- 真人間 You and Me (1938)
- 地獄への逆襲 The Return of Frank James (1940)
- 西部魂 Western Union (1941)
- マン・ハント Man Hunt (1941)
- 死刑執行人もまた死す Hangmen Also Die! (1943)
- 恐怖省 Ministry of Fear (1944)
- 飾窓の女 The Woman in the Window (1944)
- スカーレット・ストリート Scarlet Street (1945)
- 外套と短剣 Cloak and Dagger (1946)
- 扉の蔭の秘密 Secret Beyond the Door (1948)
- House by the River (1950)
- アメリカン・ゲリラ・イン・フィリピン American Guerrilla in the Philippines (1950)
- 無頼の谷 Rancho Notorious (1952)
- 熱い夜の疼き Clash by Night (1952)
- The Blue Gardenia (1953)
- 復讐は俺に任せろ The Big Heat (1953)
- 仕組まれた罠 Human Desire (1954)
- ムーンフリート Moonfleet (1955)
- 口紅殺人事件 While the City Sleeps (1956)
- 条理ある疑いの彼方に Beyond a Reasonable Doubt (1956)
- 大いなる神秘 王城の掟 The Tiger of Eschnapur (1958)
- 大いなる神秘 情炎の砂漠 The Indian Tomb (1958)
- 怪人マブゼ博士 Die 1000 Augen des Dr. Mabuse (1960)

## 日本語文献
- フリッツ・ラング／聞き手ピーター・ボグダノヴィッチ『映画監督に著作権はない』井上正昭訳、筑摩書房<リュミエール叢書>、1995年
- 明石政紀『フリッツ・ラング　または伯林＝聖林』アルファベータブックス<叢書・20世紀の芸術と文学>、2002年